# Campeonato Baiano 1932
In 1932 werd het 28ste Campeonato Baiano gespeeld voor voetbalclubs uit de Braziliaanse staat Bahia. De competitie werd gespeeld van 17 april tot 21 december en werd georganiseerd door de FBF. Ypiranga werd kampioen. 

## Eindstand
| Plaats | Club                   | Wed. | W | G | V | Saldo | Ptn. |
| ------ | ---------------------- | ---- | - | - | - | ----- | ---- |
| 1.     | Ypiranga               | 10   | 8 | 2 | 0 | 46:13 | 18   |
| 2.     | Botafogo               | 11   | 7 | 2 | 2 | 32:22 | 16   |
| 3.     | Bahia                  | 9    | 6 | 0 | 3 | 28:14 | 12   |
| 4.     | Democrata              | 11   | 6 | 0 | 5 | 33:23 | 12   |
| 5.     | Fluminense de Salvador | 11   | 5 | 2 | 4 | 31:29 | 12   |
| 6.     | São Cristovão          | 11   | 5 | 1 | 5 | 20:24 | 11   |
| 7.     | Vitória                | 10   | 4 | 2 | 4 | 28:27 | 10   |
| 8.     | Energia Circular       | 9    | 3 | 0 | 6 | 27:23 | 6    |
| 9.     | Antárctica             | 9    | 1 | 1 | 7 | 13:31 | 3    |
| 10.    | Guarany                | 9    | 0 | 0 | 9 | 7:59  | 0    |

|  | Kampioen |

## Kampioen
| Campeonato Baiano de 1932 |
| ------------------------- |
| YPIRANGA 8º Titel         |